# Chemex

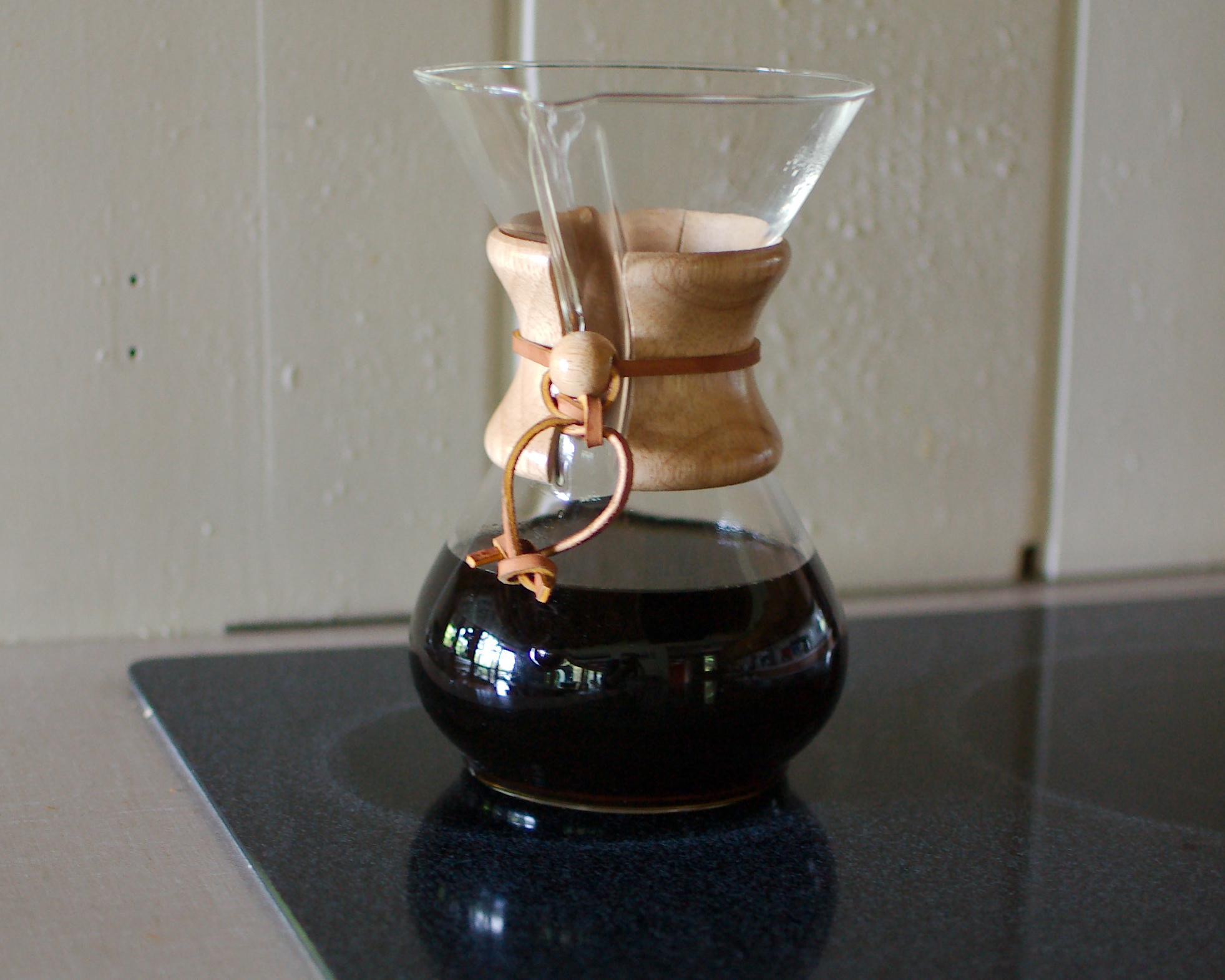
Una macchina del caffè Chemex

Chemex è una macchina del caffè manuale in vetro che Peter Schlumbohm inventò  nel 1941 e che continua ad essere prodotta dalla Chemex Corporation a Chicopee, Massachusetts (Stati Uniti).
Nel 1958, i designers dell'Illinois Institute of Technology ritennero che la Chemex fosse "uno dei migliori prodotti progettati  dei tempi moderni", così da essere inclusa nella collezione del Museum of Modern Art di New York City.